# Claudia Ciesla
Claudia Ciesla (* 12 de febrero de 1987, Wodzisław Śląski, Silesia, Polonia) es una modelo alemana origen polaco. Se crio en la pequeña ciudad de Bukow, Polonia, a 8 km cerca de la frontera checa en un área llamada Silesia con minoría alemana (en 1939-1945 era territorio alemán). Padre polaco, madre alemana.

## Biografía
Empezando a los 15 años de edad, trabajó como modelo de moda y en shows de bailes. Luego, con 17 años se trasladó a Alemania y se convirtió en una conocida modelo de Internet.
Su nombre artístico original es “CClaudia”, pero ella también aparece muchas veces como su nombre real Claudia Ciesla.
Su primera publicación importante de Internet fue en "BrianX" en 2005 que le trajo una enorme cantidad de atención.
Entonces publicaron a Claudia en la impresión de la revista German "MATADOR", (una de las más vendidas revistas para hombre de Alemania), fue descubierta por el Jefe-Redactor de la revista y anterior Jefe-Redactor de "Playboy" Alemania Stefan Gessulat del "Playboy". Publicada en agosto de 2005 sobre 10 páginas como "Miss MATADOR". Ésta era la primera vez que se presentaba para un muy estético y de buen gusto topless. Después de esto, tuvo numerosas ofertas de muchos fotógrafos y revistas para esta clase de trabajo pero ella rechazó siempre modelar desnuda o en topless, excepto por una sesión de fotos para el periódico Alemán "BILD".
Hizo muchas fotos en bikini y fueron publicadas en centenares de Web sites de Internet. Tiene muchos grupos de fanáticos en Internet como un grupo de los EE. UU. (Yahoo-Modelo-Grupo) con más de 30.000 miembros. Su grupo en francés, con más de 4600 miembros.
Mucha discusión se ha dado sobre la naturaleza de sus pechos. El "BILD" alemán se interesó y envió a Claudia a uno de los cirujanos más conocidos de Alemania, a la clínica de belleza del Dr. Bruckner en Núremberg, y fue examinada por el Dr. Bruckner personalmente. Un gran informe apareció en BILD para indicar que no existían implantes y que eran enteramente naturales.
En marzo de 2006 Claudia ganó una encuesta de los suscriptores en la web de "AUTOBILD" (el periódico más grande en Alemania), "BILD" (el periódico diario más grande de Alemania y de Europa), "SAT1" y "Kabeleins" (TV-Estaciones grandes en Alemania), la votaron con más de 350.000 clicks a su perfil en el primer lugar como muchacha estupenda 2006 de los alemanes. - En mayo de 2006 "BILD" la seleccionó y fue nombrada como la mujer de la Copa Mundial de Fútbol del 2006 - durante la Copa del mundo apareció en 7 publicaciones en la página de tapa.
Actualmente, ella está apareciendo en la serie alemán Beach Baby Constance del Internet, actuando la parte como Daisy Vandenburg. En noviembre de 2007, ella dijo en una entrevista, que sus planes después de la carrera como modelo sería ser una consultora del impuesto.
The New Indian Express reportó que Ciesla actuará en una película de Bollywood que se llama "Karma" junto con los participantes Carlucci Weyant, Alma Saraci y Dj Perry como parte de un filmcrew internacional que se filmará en la India.
En 2008 Claudia Ciesla estaba en Austria elegida para la Snow Queen 2008. En la estación turística 2007-2008 ella representará la Esquí'-Aldea turística ma's nevada del mundo y aparecerá en varios eventos y apariéncias promocionales, fotoshoots para revistas, anuncios y folletos y un lanzamiento para la revista “MOTOR-Freizeit and TRENDS“ en Austria.
The New Indian Express ha señalado que Ciesla actuará en una película de Bollywood que se llama "Karma" junto con los terminales de componente Carlucci Weyant, Alma Saraci y Dj Perry como parte de un filmcrew internacional que se filmará en la India. El director de la película M.S. Shahjahan mencionó en una entrevista que habrá más asignaciones para Ciesla en Bollywood.
En el verano del 2008 Ciesla produjo la música "I love dancing in Espania" con el compositor de éxito inglés Gordon Lorenz, y fue hecho el videoclip en la casa de él en Llandudno/Wales.[13] La publicación del Maxi-CD de la Pickwick-Records fue el 11 de agosto de 2008.[14]- Em julio de 2008 hizo Ciesla el papel de CLAUDIA en una nueva TV-Sitcom italiana llamada "Outsiders in Palermo" filmado en Palermo/Italia.[15] [16][17]
En agosto de 2008 Claudia hizo el papel femenino principal en la película alemana-Inda "Ki Jana Pardes"[17][18] - En Augusto/Septiémbre Claudia actuó en Calcuta, India en el papel de una periodista alemana para la película "10:10" junto con el ganador del award y filmstar Soumitra Chatterjee y canto la música del título de esa película.
Durante la primavera de 2009, ella participó como actriz en la película de Uwe Boll "Silent Night in Algona" (noche silenciosa en Algona) como la chica judéa Nan con Buzz Aldrin.
Claudia fue el fin de junio del 2009 premiada de la LPU Universidad (Lovely Professional University) en India como la Brand Ambassador (Marca-Ambassador). La LPU University honro Claudia también premiada como "Most Promising Foreign Face Award"[23]. LPU es una de las mayores universidades de Inida con 600 hectáreas de área de campo, 24 000 estudiantes y más de 150 programas de estudios. El director de la LPU, Don Ashok Mittal y el comité de la universidad tiene que representar además a Claudia seleccionada como “cara global”.[28][29] - Por los médios de India ella estuvo en Chennai(Madras) para actuar en la película "Odu machi Odu".[30] Claudia fue invitada como special guest por Mr. Sandeep Marwah el Chairman de Marwah Studios und Noida Film City, en Delhi. Ella fue premiada como un miémbro vital especial de la International Film and Television Club of Asian Academy Of Film & Television.[31] - Claudia también fue invitada por Khushii (Kinship for Humanitarian, Social and Holistic Intervention in India). Claudia apoya con muchas acciones de medios esa organización caritativa. Khushi es una gran Organisation de ayuda en India, la cual ayuda a los pobres. Las actividades son dirigidas a la educación escolar, prevención de salud, etc.. [32][33] - Por las informaciones de la prensa Claudia quiére cambiar al hinduismus. [34] - Claudia Ciesla hace parte desde el 4 de octubre de 2009 a la 3° parte de la india Celebrity TV Show "BIGG BOSS". Bigg Boss (Season 3) es una TV Realtity Show de Endemol India y parecida con la TV Show Big Brother alemana, con la única diferéncia, que la versión india solo tiéne prominentes de filmes, TV y showbusiness. El organisador y moderador del show es el Superstar indu Amitabh Bachchan[35][36]
Final de Noviémbre del 2009 recibió en Neu-Delhi una de las renomadas „Karmaveer Puraskar“-Awards. Con eso fue premiada por su esfuerzo social para niños de la calle en india.[37][38]
Ciesla nació en la fe judía y se convirtió al hinduismo en 2009, tras desarrollar su interés por la cultura y la mitología hindú. Ella se describe como seguidora de Ganesha y creyente en el Karma.

## Publicaciones y otros
Sesión foto para el show Tele " Hanging with The Commander " al festival de Cannes 2005 con el productor / director Steven Greenstein.
Modelo de junio de 2005 de IGPA (International Glamour Photographers Association, Inc. / EE. UU).
Publicación en el "Maxim " alemán como "Super Single Girl " en mayo de 2005.
Sesión foto publicitaria en agosto de 2005 para calendario, foto y " Flyer " para la compañía alemana de accesorio dentario " Orange Dental ".
Sesión foto para " Auto Bild " en mayo de 2006 con el fotógrafo Dirk Behlau.
Secuencias de ensayo para la película de vampiro " Carmilla " en agosto de 2006 a Siena / Toscana con el realizador inglés Paul Wiffen.
Sesión foto de modo en septiembre de 2006 en Venecia Lido con Anna Roxxah de Paris (productora " de Les Châmes des Stars ").
Sesión foto de modo " Dirndl " con el productor de " Dirndl and Country Fashion " en Alemania " Moschen-Bayern ".
Publicación en el número de noviembre de 2006 de la revista alemana " Autotuning " sobre 2 páginas (artículos y fotos).
Aparición recurrente en el soap alemán "Beach Baby Constance" en el papel de Daisy Vandenburg.